# Ernst Burdach
Ernst Burdach (* 20. Juni 1905 in Passenheim in Ostpreußen; † 6. November 1976 in Königswinter) war ein deutscher evangelischer Pfarrer und Mitglied der Bekennenden Kirche.

## Leben
Burdach stammt aus einer Familie von Medizinern aus Ostpreußen. Nach der Erlangung seiner Hochschulreife studierte er Evangelische Theologie und wurde anschließend in das Vikariat seiner Kirche der Altpreußischen Union übernommen. Danach wurde er zum Pfarrer ordiniert. In seinem Pfarramt, das er u. a. von 1938 bis 1945 an der Kirche seiner Geburtsstadt Passenheim ausübte, fand er Anschluss an die Bekennende Kirche durch den Theologen Hans Joachim Iwand, der im ostpreußischen Königsberg das Predigerseminar der Bekennenden Kirche leitete. Ihm widmete er einen biografischen Entwurf.
Nach dem Ende der NS-Gewaltherrschaft kam er im Zuge der daraus folgenden Vertreibung nach Bonn. Hier wurde er 1955 der erste Pfarrer der evangelischen Trinitatis-Kirchengemeinde, in der er 15 Jahre lang Dienst tat, bis er 1970 in den Ruhestand eintrat.
In den 1950er Jahren schloss er sich der Kampagne Kampf dem Atomtod an, die sich gegen die atomare Bewaffnung der Bundeswehr richtete. Wegen seiner politisch eindeutigen Positionierung war er in seiner Gemeinde umstritten. In den 1960er Jahren gehörte er zu denen, die sich für die Anerkennung der Oder-Neiße-Grenze aussprachen und die Ost-Denkschrift der evangelischen Kirche unterstützten, und brachte damit vor allem Heimatvertriebene gegen sich auf. 1966 sprach sich Burdach in einem Appell gegen den Vietnamkrieg aus.
Ernst Burdach war Mitglied der Christlichen Friedenskonferenz, an deren I. und II. Allchristlichen Friedensversammlung er sich 1961 bzw. 1964 in Prag beteiligte.
Nach seiner Emeritierung zog er in sein Haus nach Königswinter, wo er 1976 starb.
Burdach war verheiratet und Vater von drei Söhnen und zwei Töchtern.

## Werke
- Ernst Burdach, Hans Joachim Iwand: Theologie zwischen den Zeiten. Ein Fragment 1899–1937. Verlag Haus der helfenden Hände, Beienrode 1982.

### Aufsätze
- Martin Lotz (Hrsg.), Stimmen zum Tode von Gustav W. Heinemann, Beiheft zu H. 10/1976 der JK [Beiträge von Heinrich Albertz, U. Blank, Hans Bodensteiner, Chr. Broda, Ernst Burdach, Horst Ehmke, Erhard Eppler, Florentine Hoffmann, Diether Koch, Werner Koch, Martin Lotz, Diether Posser, Johannes Rau, Helmut Schmidt, Eberhard Stammler, Carola Stern, Vilma Sturm u. a. und der Ansprache bei der Beerdigung 1976 von Helmut Gollwitzer]